# PV TV
PV TV (rum. Pescuit e vanatore TV) je dokumentarni kanal u produkciji rumunjsko-mađarske grupacije Tematic Cable, a emitira dokumentarne filmove i serije o ribolovu (60% zastupljenosti u programu) i lovu (40% zastupljenosti u programu). Ciljana publika su muškarci između 18 i 50 godina.

## Vanjske poveznice
- Službene stranice Tematic Cable grupacije  Arhivirana inačica izvorne stranice od 25. prosinca 2011. (Wayback Machine) (engl.)
- Službene stranice i TV raspored  Arhivirana inačica izvorne stranice od 7. siječnja 2012. (Wayback Machine) (engl.)